# Kristin Scott Thomas
Dame Kristin Scott Thomas (Redruth, 24 mei 1960) is een Britse actrice. Ze werd in 1997 genomineerd voor zowel een Academy Award als een Golden Globe voor haar bijrol als Katharine Clifton in het romantische oorlogsdrama The English Patient. Meer dan twintig andere filmprijzen werden haar daadwerkelijk toegekend, waaronder een BAFTA Award in 1995 (voor Four Weddings and a Funeral), een National Board of Review Award in 1996 (voor The English Patient), zowel een Satellite Award als een Screen Actors Guild Award in 2002 (allebei samen met de hele cast van Gosford Park) en een European Film Award in 2008 (voor Il y a longtemps que je t'aime). Dit terwijl Scott Thomas voor haar filmdebuut in Under the Cherry Moon (1986) nog genomineerd werd voor zowel de Razzie Award voor slechtste bijrolspeelster als die voor slechtste vrouwelijke bijrol.
Scott Thomas spreekt zowel vloeiend Engels als Frans en speelt rollen in beide talen. Haar jongere zus Serena Scott Thomas werd in 1990 ook actief als actrice.  Op 15 maart 2015 werd Scott Thomas benoemd tot Dame Commandeur in de Orde van het Britse Rijk en mag zij de titel Dame Kristin gebruiken.

## Privé
Scott Thomas was van 1987 tot 2005 getrouwd met François Olivennes. Ze hebben samen een dochter en twee zoons.

## Onderscheidingen
- Dame Commandeur in de Orde van het Britse Rijk (2015)
- Ridder in het Legioen van Eer (2005).

- Bibsys: 98041690
- Biblioteca Nacional de España: XX1092979
- Bibliothèque nationale de France: cb14018072q (data)
- Catàleg d'autoritats de noms i títols de Catalunya: 981058515287406706
- Gemeinsame Normdatei: 129593591
- International Standard Name Identifier: 0000 0001 1027 3924
- Library of Congress Control Number: no90001379
- MusicBrainz: b2cbe277-0a6c-42b9-9f27-a4de21ad8dd5
- Nationale Bibliotheek van Tsjechië: pna2006322516
- Nationale bibliotheek van Australië: 42315307
- Nationale Bibliotheek van Israël: 987007603818605171
- Nationale Bibliotheek van Polen: a0000001283182
- Nederlandse Thesaurus van Auteursnamen: 18261008X
- Réseau des bibliothèques de Suisse occidentale: 02-A005495337
- SNAC: w60c5g26
- Système universitaire de documentation: 08793048X
- Trove: 1457498
- Virtual International Authority File: 56808610
- WorldCat: E39PBJyh7TyDYrvQgCtYrbRFrq